# Соглашение по Ваттовому морю
Соглашение по сохранению тюленей в Ва́ттовом море — соглашение между странами Ваттового моря, направленное на сохранение тюленей и заключенное в рамках Конвенции по мигрирующим видам (CMS) в 1990 году.

## История

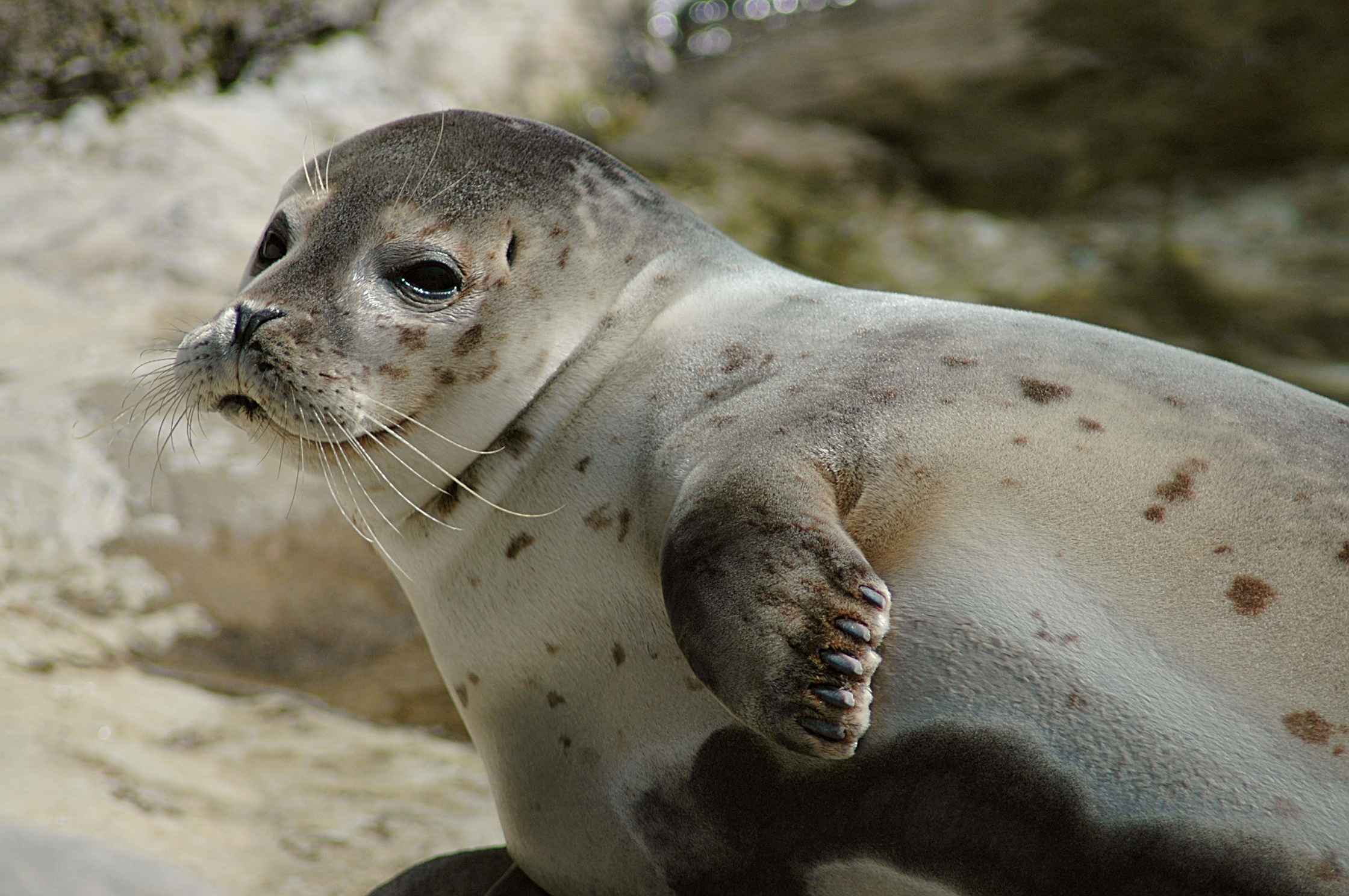
Обыкновенный тюлень

В 1988 году в результате распространения вируса чумы ластоногих, произошло сильное уменьшение популяций обыкновенного тюленя (подвид Phoca vitulina vitulina), находящегося на грани исчезновения. Сразу после этого, 16 октября 1990 года в городе Бонне (Германия) было подписано оглашение по охране тюленей. Оно вступило в силу 1 октября 1991 года, и североморские популяции в значительной степени восстановились. Однако в 2001 году тот же вирус вновь вызвал снижение численности популяций обыкновенного тюленя в Северном и Ваттовом морях, а также в районе проливов Каттегат и Скагеррак. 

## Область действия соглашения и его участники
Соглашение было заключено между Нидерландами, Германией и Данией. Область действия Соглашения включает:
- в Нидерландах — области, включенные в Итоги ключевого планирования Ваттового моря.
- в Германии — национальные парки Ваттового моря и охраняемые области согласно Национальному акту охраны природы от дамбы по направлению к морю и на границе солоноватых вод включая Долларт.
- в Дании — Заповедник дикой природы Ваттового моря.[2]

## План сохранения популяций тюленей (2002—2006 годы)

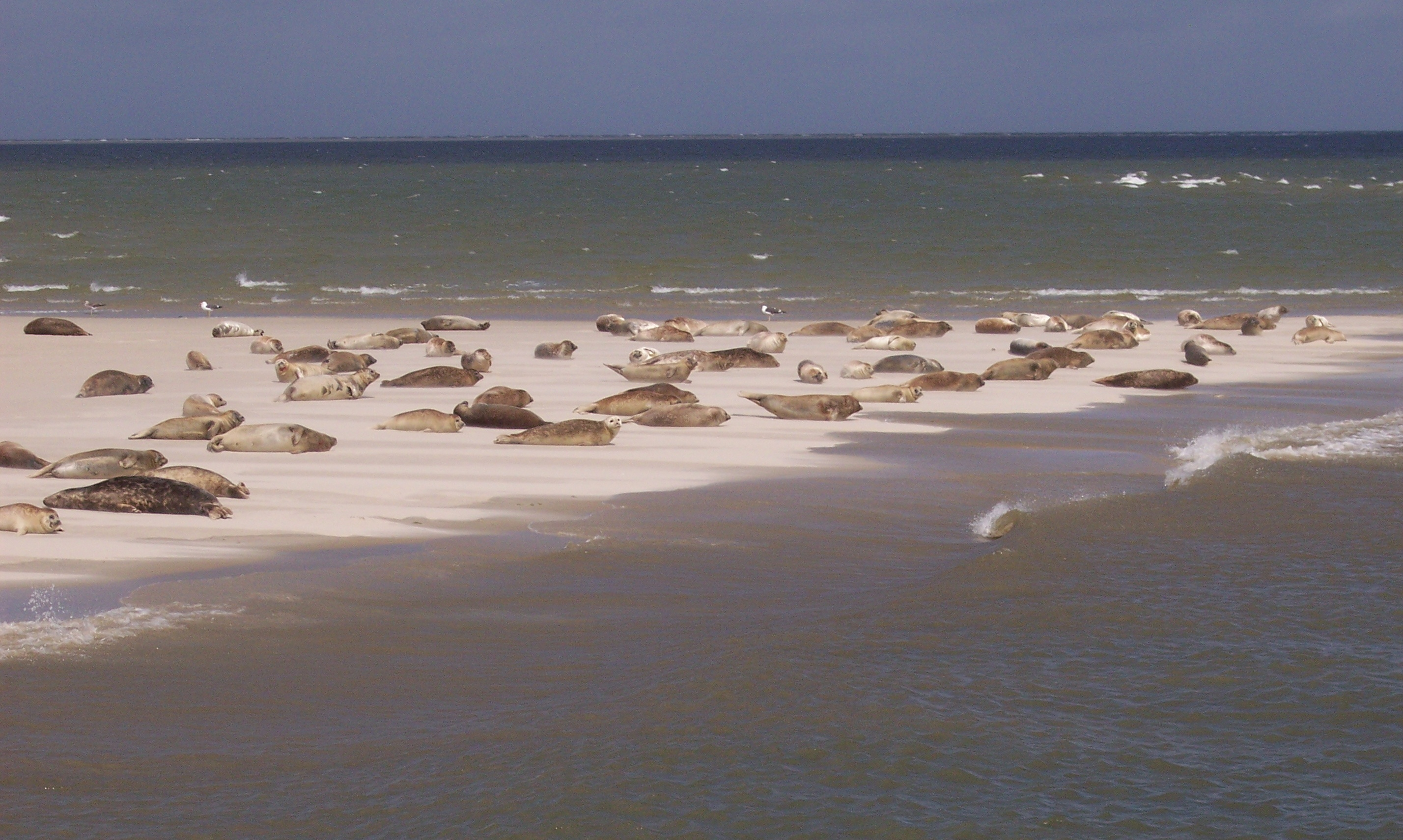
Тюлени на отмели Ваттового моря

План сохранения популяций тюленей (2002—2006 годы) содержит различные идеи и план действий по сохранению местообитаний, исследованиям, мониторингу загрязнений природной среды и охране тюленей, их ловле и распространению информации среди населения. 
Данный план направлен на защиту популяций обыкновенных тюленей (Phoca vitulina vitulina), а также двух популяций серого тюленя (Halichoerus grypus, атлантический подвид), хотя серый тюлень и не охраняется Соглашением. Общая цель данного плана — восстановление и поддержание естественного цикла размножения обыкновенного и серого тюленей. План является одним из важнейших инструментов в сфере сохранения данной области и восстановления популяций тюленей.

## Внешние ссылки
- Текст соглашения (англ.)
- Официальный веб-сайт Секретариата соглашения по Ваттовому морю (англ.)
- Официальный веб-сайт Конвенции по мигрирующим видам (англ.)